# Vía del Collado Sur
Situada a lo largo de la parte superior del glaciar del Khumbu, en Nepal, se trata de la vía considerada "normal" o más sencilla para la ascensión al Everest y es la que siguieron Tenzing Norgay y Edmund Hillary en la primera ascensión al mismo. También es, con diferencia, la vía que acumula mayor número de expediciones año tras año para tratar de ascender la montaña. Tanto es así que el Campo Base de la vía se asemeja a un pequeño pueblo durante la temporada de ascensiones. Hay que tener en cuenta que al Campo Base no sólo llegan expediciones con la intención de ascender a la cumbre sino también un gran número de trekkings comerciales organizados cuya única intención es tomar contacto con el "ambiente de Campo Base". El resultado de todo esto es una degradación ecológica muy significativa de la montaña, especialmente en forma de gran cantidad de residuos de todo tipo. Algunos reputados himalayistas se han referido a esta saturación de personas como el circo del Campo Base.
El principal peligro de la vía es la Cascada de Hielo del Khumbu que hay que atravesar varias veces durante el proceso de aclimatación y porteos a los campos de altura. Esto, junto con la masificación de la vía hace que algunas expediciones de escaladores prefieran la denominada Vía del Collado Norte (Tíbet).
Principales hitos de la vía:
- Campo Base (5300 m. aprox.)

- Cascada de Hielo del Khumbu. Se trata de una enorme mole de seracs que fluye por el glaciar del Khumbu justo sobre el Campo Base. La mole de seracs está en movimiento permanente y es preciso equiparla (escaleras y cuerdas fijas) todos los años para que los escaladores puedan atravesarla asumiendo un riesgo simplemente "razonable". Un sherpa al que se conoce como el doctor de la Cascada de Hielo se encarga de ello todos los años.

- Campo I (6112 m.). Situado justo encima de la Cascada de Hielo, en una zona que se conoce como el Valle del Silencio o Cwm Occidental.

- Campo II (6500 m. aprox.). Situado al final del Cwm Occidental, al pie de la pared del Lhotse.

- Campo III (7300 m. aprox.). Situado en la misma pared del Lhotse.

- Espolón de los ginebrinos. (7800 m. aprox.)

- Campo IV (7900 m. aprox.). Situado en el Collado Sur.

- Balcón (8500 m. aprox.)

- Cumbre Sur (8750 m. aprox.)

- Escalón Hillary (8788 m. aprox.)

- Cumbre del Everest (8848 m.)

- Datos: Q6165323